# Warren Winiarski
Warren Winiarski (ur. 22 października 1928 w Chicago, zm. 7 czerwca 2024) – amerykański winiarz polskiego pochodzenia.

## Życiorys
Urodził się w Chicago w polskiej dzielnicy Jackowo, w rodzinie polskich imigrantów, którzy przybyli do Stanów Zjednoczonych pod koniec XIX w. Jego ojciec za pomocą kilku aut obsługiwał śluby, chrzciny i pogrzeby chicagowskiej Polonii. Po ukończeniu szkoły średniej rozpoczął studia na University of Chicago. Krótko mieszkał w Kolorado, gdzie próbował studiować rolnictwo i górnictwo, ale szybko wrócił do literatury. Podjął studia na St. John’s College w Annapolis w stanie Maryland, gdzie poznał późniejszą żonę, Barbarę Dvorak. Studia magisterskie odbył w Chicago, uzyskując stopień w zakresie nauk politycznych. Zainteresowanie Machiavellim zachęciło go do rocznych studiów w Neapolu, gdzie polubił włoski styl życia i włoską kuchnię. Po powrocie do Chicago przez sześć lat wykładał i pracował nad swoim doktoratem. 
Podczas studiów natknął się na książkę Philipa Wagnera, profesora romanistyki i producenta win. Po wizycie w jego winnicy Winiarski zajął się eksperymentalną produkcją wina we własnym mieszkaniu w Chicago. Jego marzeniem stała się przeprowadzka do Kalifornii, stąd aktywnie poszukiwał oferty pracy w winnicy. Kiedy taką otrzymał od Lee Stewarta z Souverain Cellars, latem 1964 r. wyruszył wraz z rodziną i dobytkiem do Kalifornii. Po dwóch latach praktyki, za pieniądze z pożyczki od teściów i banku, kupił 15 akrów ziemi (ok. 6 ha), na których zasadził winorośl. Kiedy wiosną 1967 r. przekonał się, że 90% sadzonek się nie przyjęło, rodzina znalazła się w trudnej sytuacji i żyła z uprawy warzyw na własne potrzeby. Jednocześnie podczas zbiorów w 1966 i 1967 r. Winiarskiego zatrudniał eden z głównych producentów win Robert Mondavi. Dzięki tej pracy Winiarski zdobył szerszą wiedzę i reputację specjalisty. Wówczas widział się jako konsultant i zarabiał na doradzaniu producentom.   
Gdy latem 1968 r. odwiedziła go w Kalifornii matka, udzieliła mu pożyczki na ponowne otwarcie winnicy. W lutym 1970 r. kupił winnicę na zboczu urwiska Stags Leap i zarejestrował nazwę Stag’s Leap Vineyard oraz Stag's Leap Wine Cellars. Lokalizację tę wybrał, gdyż zachwycił się smakiem wina produkowanego na sąsiedniej działce. W 1975 r. Stag’s Leap Cabernet Sauvignon z rocznika 1973 trafił na rynek, a rok później zachwycili się nim francuscy koneserzy na tzw. Degustacji Paryskiej 24 maja 1976 r., zorganizowanej z okazji dwusetnej rocznicy deklaracji niepodległości Stanów Zjednoczonych. Degustacja Paryska pokazała światu potencjał win z Kalifornii, a Winiarski z dnia na dzień stał się gwiazdą branży wina. Jednocześnie wynik degustacji wywołał we Francji niedowierzanie i oburzenie, jej organizatorów oskarżano o ustawienie wyników lub ich fałszerstwo, a prasa uznała wynik degustacji za "drugie Waterloo".  
Od lat 60. XX w. był też zaangażowany w ochronę naturalnego krajobrazu doliny Napa i dzięki m.in. jego wysiłkom powstał w dolinie rezerwat przyrody. Współtworzył także apelację winiarską Napa Valley AVA i przez lata przewodniczył tamtejszemu stowarzyszeniu winiarzy. Wina Winiarskiego były podawane podczas spotkania prezydenta Stanów Zjednoczonych Ronalda Reagana z królową Wielkiej Brytanii Elżbietą II w 1983 r., podczas wizyt sekretarza generalnego Komunistycznej Partii Związku Radzieckiego Michaiła Gorbaczowa w Waszyngtonie w latach 1985–1987, wizyty u prezydenta Stanów Zjednoczonych George’a Busha seniora premiera Polski Tadeusza Mazowieckiego w 1990 r. i prezydenta Polski Lecha Wałęsy w 1991 r.
Poza pracą w branży winiarskiej Winiarski przez kilkanaście lat wykładał w St. John’s College w Santa Fe w Nowym Meksyku nauki polityczne. Jako że jego dzieci nie były zainteresowane przejęciem winnicy, w 2007 r. sprzedał ją, a fundacja, którą stworzył z żoną, ofiarowała 50 mln dolarów St. John’s College, aby zmniejszyć czesne i ułatwić dostęp do uczelni studentom z biednych rodzin. 
W 2013 r. Smithsonian Institution stworzyła listę 101 przedmiotów najważniejszych dla historii USA, na której znalazła się m.in. butelka Stag’s Leap Cabernet 1973, a trzy lata później Izba Reprezentantów Kongresu USA przyjęła rezolucję o historycznym znaczeniu Degustacji Paryskiej. W tym samym roku gubernator Kalifornii podpisał zaś decyzję, ogłaszającą dzień 24 maja Dniem Werdyktu Paryskiego. Rok później Winiarski został wprowadzony do California Hall of Fame. W 2021 r. otrzymał tytuł Wybitnego Polaka. 
Zmarł 7 czerwca 2024 r.